# María de Toledo
María de Toledo vagy María Álvarez de Toledo (?, 1490 – Santo Domingo, 1549) spanyol nemeshölgy, a mai Dominikai Köztársaságban található Hispaniolán fekvő Santo Domingo spanyol gyarmat régense. Százada egyik legerősebb és legmagasabb rangú nemese volt Amerikában, és Hispaniola őslakosainak védelmezője volt.